# Drosophila limbinervis
Drosophila limbinervis är en tvåvingeart som beskrevs av Oswald Duda 1925. Drosophila limbinervis ingår i släktet Drosophila och familjen daggflugor.
Artens utbredningsområde är Costa Rica, Honduras och El Salvador.